# Nueva Gerona

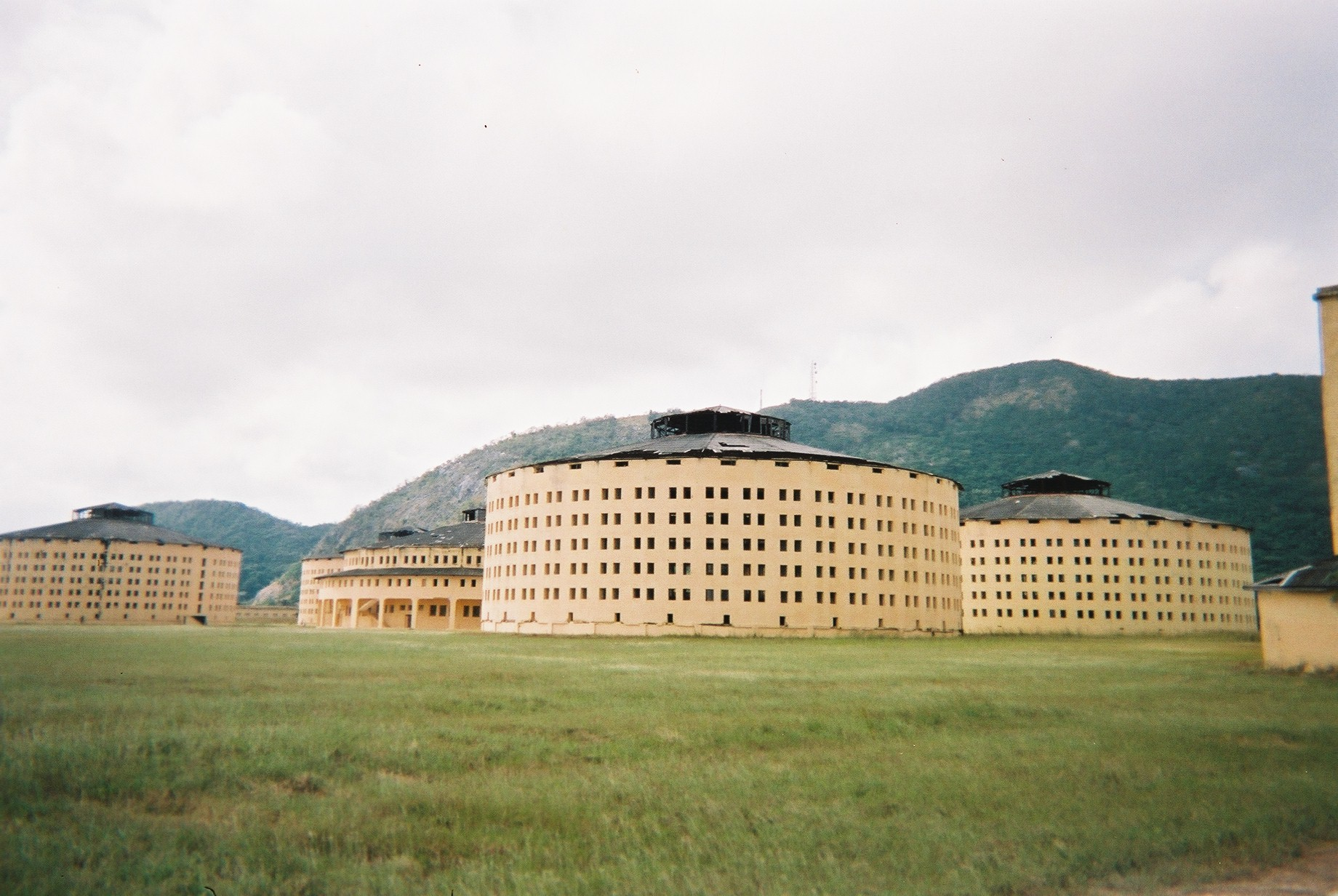
Strafanstalt Presidio Modelo östlich der Stadt

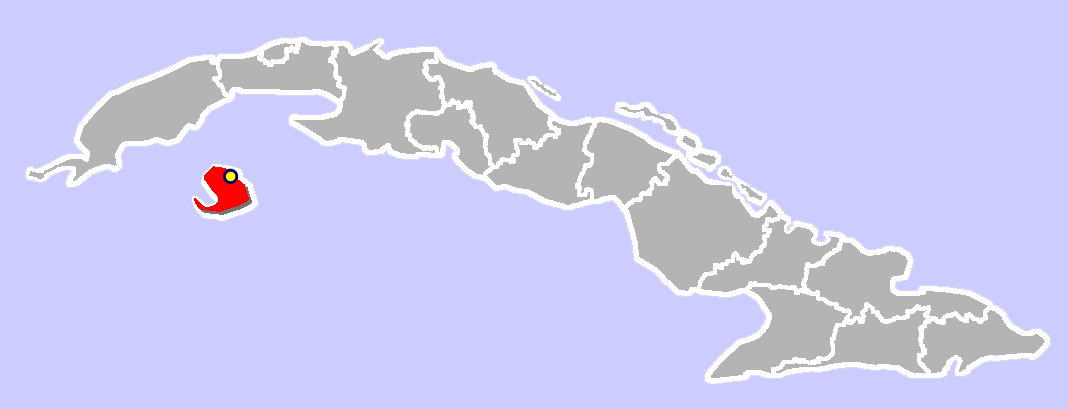
Lage von Nueva Gerona

Nueva Gerona ist eine Stadt im Norden der kubanischen Insel Isla de la Juventud. Sie ist Hauptort des Sonderverwaltungsgebietes Isla de la Juventud. In der Stadt selbst leben 69.976 Menschen, während die gesamte Insel 84.751 Einwohner zählt (Zensus 2012).
Nueva Gerona wurde im Jahr 1830 von US-amerikanischen Pionieren gegründet. Noch heute gibt es einen amerikanischen Friedhof in der Stadt. Drei Kilometer östlich des Stadtzentrums liegt die ehemalige Strafanstalt Presidio Modelo, heute ein Museum.

## Söhne und Töchter der Stadt
- Daniel Fuentes (* 1974), uruguayisch-kubanischer Radsportler
- Neisser Bent (* 1976), Schwimmer
- Gilda Casanova (* 1995), Leichtathletin